# Yashiro
Yashiro (社町, Yashiro-chō) was een gemeente in het district Kato van de prefectuur Hyogo, Japan.
In 2003 had de plaats naar schatting 21.409 inwoners en een bevolkingsdichtheid van 244,95 bewoners per km². Het totale gebied besloeg 87,40 km².
Op 20 maart 2006 werd deze plaats samen met Takino en Tojo samengevoegd tot de nieuwe stad Kato.

## Partnerstad
- Olympia, Washington was de partnerstad van Yashiro.